# 阿尔宾·库尔蒂
阿尔宾·库尔蒂（發音：['albin 'kuɾti]；1975年3月24日—），科索沃总理，2021年3月第二次当选。他于2020年2月至6月期间首次担任该职务。1997年，他作为普里什蒂纳大学学生会副主席以及1997年和1998年非暴力学生示威活动的主要组织者而声名鹊起。随后，库尔蒂在阿德姆·德马奇的办公室工作，后者成为科索沃解放軍的政治代表。库蒂自2010年以来连续三届担任科索沃议会议员。